# Skurkarnas skurk (film)
Skurkarnas skurk är en kommande film som bygger på barnboksserien med samma namn av humorgruppen I Just Want To Be Cool regisserad av Alain Darborg efter ett manus av Jessika Jankert.
Filmen produceras av Nicklas Wikström Nicastro på Strive Studios i samproduktion med SF Studios och Sveriges Television och distribueras i Norden av SF Studios med planerad premiär till januari 2026.

## Handling
Skurkarnas skurk handlar om Den 12-åriga och rebelliska Stephanie som drömmer om att bli en superhjälte, men misslyckas med inträdesprovet till Hjälteskolan. Hon får en andra chans genom att istället infiltrera Skurkskolan och lyckas återta en kraftfull, stulen artefakt. På Skurkskolan testas hennes lojalitet, samtidigt som hennes jakt leder henne till Skurkarnas Skurk.

## Rollista
- Billie Colliander - Stephanie
- Louie Karim
- Poppy Klintenberg Hardy
- Maja Söderström
- William Olsson
- Samuel Granditsky
- Tilo Hedlund Al Fakir
- Christoffer Nordenrot
- Ricky Carlson
- Julia Ragnarsson
- Susanne Thorson
- Jennifer Milonell
- Dragomir ”Gago” Mrsic
- Ara Simifar
- Kardo Razzazi
- Alexander Karim
- Joel Adolphson
- Emil Ejdemo Beer
- Victor Beer[2]

## Produktion

### Bakgrund
Den första boken i barnboksserien Skurkarnas skurk av humorgruppen I Just Want To Be Cool, Skurkskolan, släpptes 2022 och har sålt i 300 000 exemplar.
Producenten Nicklas Wikström Nicastro kom först i kontakt med humorgruppen genom sina barn som följde gruppen och läste boken när den kom ut. En tid efter att den första boken kom ut tog Wikström Nicastro kontakt med humorgruppen om att filmatisera böckerna.

### Produktion
Manuset skrevs av Jessika Jankert och bygger huvudsakligen på den första boken i serien.
Från och med oktober söktes barnskådespelare till rollen som Stephanie och andra barnroller. Maggie Widstrand ansvarar för rollsättningen av barnen som är en öppen rollsättning. Den 9 november 2024 hölls en öppen casting i Filmhuset i Stockholm för rollsättning av barnrollerna.
Filmen spelades in under våren 2025 i Stockholm och Litauen.